# Visa-affaire
De Visa-affaire is de naam die wordt gegeven aan een corruptieschandaal dat in 2003 aan het licht kwam in de Belgische stad Antwerpen. Verschillende politici en ambtenaren werden ervan beschuldigd gesjoemeld te hebben met onkostennota's en stedelijke creditcards te hebben gebruikt voor persoonlijke uitgaven.

## Geschiedenis
Politiecommissaris Luc Lamine was de eerste die beschuldigd werd van het misbruiken van een kredietkaart. Tijdens de gemeenteraadszitting van 11 maart 2003 werd door oppositielid Filip Dewinter (Vlaams Blok) een opsomming gemaakt van de onkosten gemaakt door schepenen en topambtenaren. Het betrof onder meer uitgaven voor kledij, parfum, een sleutelhanger en geboortekaartjes.
De volgende dag kondigde toenmalig VLD-voorzitter Karel De Gucht aan dat de vier VLD-schepenen ontslag zouden nemen, waarna uiteindelijk het voltallig college van burgemeester en schepenen opstapte. De leden van het college beslisten alle uitgaven, restaurantkosten uitgezonderd, terug te betalen.
Hugo Coveliers werd vervolgens aangesteld als formateur, en op 9 mei trad een nieuw college aan, opnieuw met Leona Detiège als burgemeester, in een college dat gedeeltelijk bestond uit dezelfde leden als het vorige college. Enkel schepenen Ann Coolsaet (VLD) en Kathy Lindekens (sp.a) werden opzijgeschoven. Een maand later, op 10 juli 2003, zette Detiège alsnog een stap opzij en werd Patrick Janssens de nieuwe burgemeester.

## Juridisch
Politiecommissaris Luc Lamine werd na drie jaar preventieve schorsing buiten vervolging gesteld, maar zou niet meer opnieuw aan de slag gaan binnen het politiekorps. Ook 11 andere ambtenaren werden buiten vervolging gesteld. Een viertal ambtenaren werd wel effectief aangeklaagd. In beroep werden voormalig gemeentesecretaris Fred Nolf, een politiechef en een aannemer veroordeeld. Bij de politici werd enkel schepen Chantal Pauwels aangeklaagd maar de zaak werd zonder gevolg geklasseerd, onder meer omdat nergens duidelijke regels waren opgesteld omtrent welke uitgaven konden worden ingebracht als representatiekosten die hoorden bij het ambt.

## Nasleep
Burgemeester Leona Detiège, die uiteindelijk niets ten laste werd gelegd, en  toenmalig gemeentesecretaris Fred Nolf, een van de vier ambtenaren die werden veroordeeld, noemden de affaire nadien een politieke afrekening om het ontslag te bekomen van burgemeester Detiège.
De affaire betekende het einde van de politieke carrière van Ann Coolsaet, Dirk Grootjans en Chantal Pauwels.